# 克丽奥佩脱拉以死囚试毒
《克丽奥佩脱拉以死囚试毒》（法語：Cléopâtre essayant des poisons sur des condamnés à mort）是法国艺术家亚历山大·卡巴内尔的一幅绘画作品，创作于1887年。现藏于皇家安特卫普美术馆。 画作描绘克丽奥佩脱拉七世蜷缩在长椅上，观察毒药对被判死刑的囚犯的影响，如普鲁塔克的 《希腊罗马名人传》所述。 它被认为是19世纪东方主义的一部经典作品，以及戏剧和早期电影的典范。

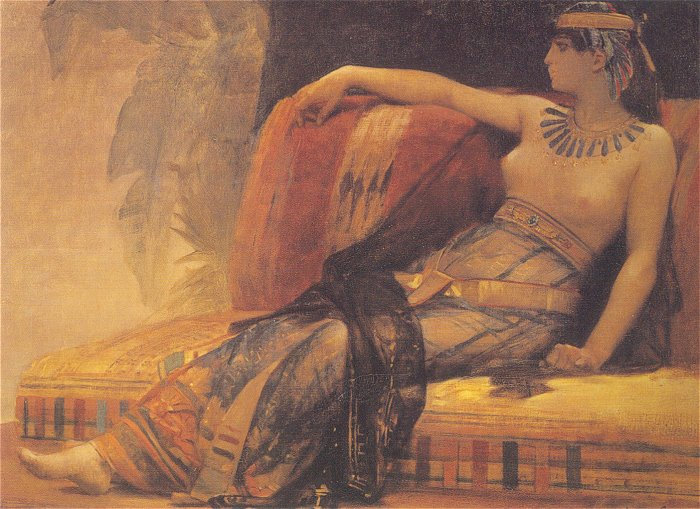

卡巴内尔总是对历史主题和东方主题有一种品味，当巴黎公众第一次看到这幅画时，他受到了评论家的庆祝和荣誉。好几位国际收藏家试图购买这幅画。